# Daniel Xuereb
Daniel Xuereb, född den 22 juni 1959 i Gardanne, Frankrike, är en fransk fotbollsspelare som tog OS-guld i fotbollsturneringen vid de olympiska sommarspelen 1984 i Los Angeles.